# Metachromadora vivipara
Metachromadora vivipara är en rundmaskart. Metachromadora vivipara ingår i släktet Metachromadora, och familjen Desmodoridae. Arten är reproducerande i Sverige.